# Давыденко, Андрей Иванович
Андрей Иванович Давыденко (родился 28 февраля 1959 года в Москве) — российский журналист, радиоведущий, редактор.  Заслуженный работник культуры РФ.

## Биография
Образование: МГПИИЯ им. Мориса Тореза, переводческий факультет.
С июля 1981 года работал в Гостелерадио СССР.
С мая 1993 года — главный редактор радиовещания на страны Латинской Америки ТПО «Международное московское радио».
С февраля 1998 года — заместитель Председателя ФГУ РГРК «Голос России».
С декабря 1999 года — Первый заместитель Председателя ФГУ РГРК «Голос России».
С 1 июля 2009 года — Первый заместитель Главного редактора журнала «Международная жизнь» МИД РФ.
В разные годы:
 — автор и ведущий публицистических радиопрограмм: «СССР глазами зарубежных гостей», «В мире науки и техники», «Российская экономика», «Наша история» (Гостелерадио, «Международное московское радио», «Голос России»);
 — координатор творческих проектов: «Россия и мир», «Российский космос», «Вся Россия: от А до Я», «На пути к Победе», «Сталинградская битва: взгляд из XXI века», «Санкт-Петербургу — 300 лет», «Москва — древний город мира и дружбы», «СНГ и Балтия: территория единого информационного пространства», «Живая Книга Памяти», «Vis-à-vis с миром» («Голос России», «ТВ-Центр», «Звезда», «Радио России», «Маяк»);
 — организатор международных конференций профессионалов СМИ.
Член Союза журналистов РФ, Член Международной Федерации журналистов, действительный член Международной Академии Телевидения и Радио, действительный член Евразийской Академии Телевидения и Радио.

## Награды и звания
- Заслуженный работник культуры РФ.
- Почётный работник телевидения и радио
- Почётный радист РФ
- Благодарность Министра культуры и массовых коммуникаций Российской Федерации (7 сентября 2006 года) — за многолетнюю плодотворную работу в отрасли и большой вклад в развитие отечественного радиовещания на зарубежные страны[1].
- Удостоен наград Правительства Москвы, Союза журналистов РФ и Москвы, Московской Патриархии
- Лауреат премии «Лучшие перья России»